# Kamienica Artzatów we Wrocławiu
Kamienica Artzatów (Arzatów) – barokowa kamienica przy ulicy Malarskiej we Wrocławiu.

## Historia
W XIV i XV wieku na działce nr 30 znajdował się jednoizbowy budynek, przebudowywany w 1470 roku oraz w połowie XVI wieku.
W 1690 roku, w miejsce dawnej kamienicy, wzniesiono nowy, czterokondygnacyjny, szczytowy budynek o barokowej fasadzie wraz z oficynami. Według niemieckiego konserwatora zabytków Rudolfa Steina, a za nim innych historyków, kamienica została wzniesiona dla szlacheckiej rodziny Artzatów. Wojciech Brzezowski wskazuje na fakt, że w 1670 roku w rękach rodu Artzatów znajdowały się tylko dwie kamienice: jedna przy ulicy Wita Stwosza 35, późniejszy Pałac Kospothów, druga przy wrocławskim Rynku pod nr. 38. Według wykazu podatkowego z 1726 roku Artzatowie nie posiadali żadnego majątku we Wrocławiu, co wg Brzezowskiego może podważać teorię o posiadaniu kamienicy przy ulicy Malarskiej.

## Opis architektoniczny

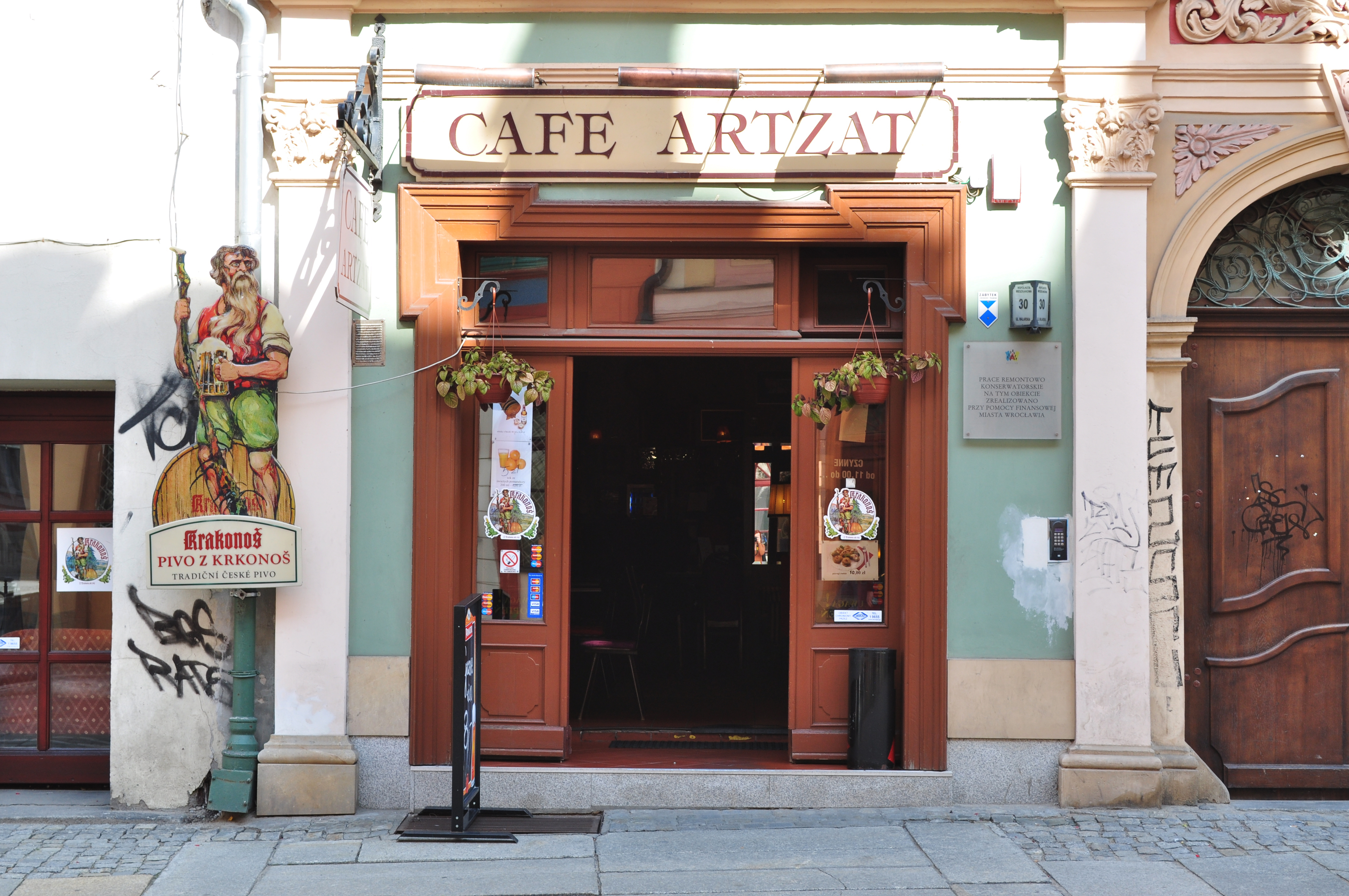
Obecny wygląd portalu i wejście do kawiarni

Nowa, pięcioosia kamienica liczyła cztery kondygnacje zwieńczone trzyosiowym szczytem z trójkątnym frontonem otoczonym wolutowymi spływami wypełnionymi rzeźbiarską dekoracją stiukową o motywach roślinnych. Fronton od kondygnacji szczytu oddzielał wydatny przerywany w środkowej części gzyms z okrągłym otworem okiennym w osi. Na szczycie zostały umieszczone trzy popiersia, a na segmentowym gzymsie umieszczono dwa putta z kartuszem.
W osi środkowej, w części parterowej, umieszczony został portal o koszowo sklepionym otworze, w otoczeniu kompozytowych pilastrów, zakończonych impostami. Na nich spoczywał klasyczny trójkątny tympanon wypełniony dekoracją rzeźbiarską przedstawiającą muszlę i motywy roślinne. Na impostach umieszczona była data przebudowy „1690”. W nadświetlu portalu znajdowała się dekoracyjna krata. Podobne pilastry flankowały parterową część fasady budynku. Okna ozdobione zostały naczółkami, gzymsami nadokiennymi, a pod nimi umieszczono płyciny. Poszczególne kondygnacje były oddzielone od siebie wydatnymi pasami gzymsu, nad trzecią kondygnację umieszczono segmentowy gzyms, a poszczególne osie wydzielone zostały za pomocą lizen.
W 1887 roku część parterowa została przekształcona, a w 1904 roku umieszczono w niej witryny sklepowe; zlikwidowano wówczas pilastry w części parterowej. Kamienica miała dwie oficyny: boczną i tylną.
Wnętrze budynku pierwotnie miało dwutraktowy układ pomieszczeń, który następnie został przekształcony w trzytraktowy. Portal prowadził do sieni przelotowej pokrytej sklepieniami kolebkowymi i zwierciadlanymi.

## Po 1945 roku
Fasada budynku wyremontowana w latach 1970–1971 (Brzezowski podaje lata sześćdziesiąte XX wieku) została odtworzona bez architektonicznych zdobień. Remont budynku zupełnie przekształcił również układ pomieszczeń, zatracając w ten sposób ich historyczny charakter. Remont budynku w 2009 roku przywrócił barokowy charakter elewacji, choć przywrócone pilastry pozbawione zostały głowic. Na parterze znajduje się Cafe Artzat, a na wyższych kondygnacjach lokale mieszkaniowe.